# Inbar Lavi
Inbar Lavi Bar Shira (en hebreo: : ענבר לביא‎, 27 de octubre de 1986) es una actriz israelí-estadounidense, más conocida por haber interpretado a Raviva en Underemployed, a Veronica Dotsen en la serie Gang Related y a Eva en Lucifer.

## Carrera
En 2009 apareció como invitada en la popular serie Mentes criminales, donde interpretó a Gina King.
En 2012 se unió al elenco de la serie Los mal pagados, donde dio vida a Raviva. En 2014 se unió al elenco principal de la serie Gang Related, donde interpretó a Veronica "Vee" Dotsen. Ese mismo año apareció como invitada en la serie Sons of Anarchy, donde interpretó a Winsome. En 2015 se unió al elenco recurrente de la segunda temporada de la serie The Last Ship, donde interpretó a la teniente Ravit Bivas, hasta el undécimo episodio de la temporada. Ese mismo año interpretó a Sonia en la película The Last Witch Hunter. A finales de octubre del mismo año, se anunció que se había unido al elenco principal de la serie Imposters, donde dio vida a Maddie/Ava. En marzo de 2016, se anunció que se había unido al elenco de la serie Prison Break. Desde 2018 interpreto al personaje de Eva en la serie de Netflix Lucifer.

## Filmografía

### Series de televisión
| Año         | Título                         | Personaje               | Notas                                 |
| ----------- | ------------------------------ | ----------------------- | ------------------------------------- |
| 2020        | Stumptown                      | Max                     | 3 episodios                           |
| 2019        | Lucifer                        | Eva                     | 10 episodios                          |
| 2016        | Prison Break                   | Sheba                   | Personaje regular                     |
| 2016        | Imposters                      | Maddie/Ava              | 2 temporadas                          |
| 2015        | The Last Ship                  | Teniente Ravit Bivas    | 6 episodios                           |
| 2015        | Castle                         | Farrah Darwaza          | Episodio: "In Plane Sight"            |
| 2014        | Sons of Anarchy                | Winsome                 | 2 episodios                           |
| 2014        | Gang Related                   | Veronica "Vee" Dotsen   | 13 episodios                          |
| 2012 - 2013 | Underemployed                  | Raviva                  | 12 episodios                          |
| 2012        | CSI: Crime Scene Investigation | Chastity / Heather Tile | Episodio: "Strip Maul"                |
| 2011        | Charlie's Angels               | Dominique Berry         | Episodio: "Royal Angels"              |
| 2010        | In Plain Sight                 | Flora Montero           | Episodio: "A Priest Walks Into a Bar" |
| 2010        | CSI: Miami                     | Maya Farooq             | Episodio: "Dishonor"                  |
| 2009        | Crash                          | Sydney                  | Episodio: "Master of Puppets"         |
| 2009        | Criminal Minds                 | Gina King               | Episodio: "The Performer"             |
| 2009        | Ghost Whisperer                | Brianna                 | Episodio: "See No Evil"               |
| 2009        | Entourage                      | Sadie                   | Episodio: "Security Briefs"           |
| 2009        | The Closer                     | Vanessa Almassian       | Episodio: "Maternal Instincts"        |
| 2008        | Privileged                     | Fiona                   | Episodio: "All About Honesty"         |

### Cine
| Año  | Título                     | Personaje       | Notas |
| ---- | -------------------------- | --------------- | --- |
| 2015 | The Last Witch Hunter      | Sonia           | Junto a Vin Diesel, Rose Leslie, Lotte Verbeek, Elijah Wood, Ólafur Darri Ólafsson, Rena Owen y Joseph Gilgun |
| 2013 | House of Dust              | Emma            | Junto a Steven Grayhm, Eddie Hassell, Holland Roden, John Lee Ames y Stephen Spinella                         |
| 2012 | For the Love of Money      | Talia           | Junto a Yehuda Levi, Jonathan Lipnicki, James Caan, Steven Bauer, Oded Fehr, Edward Furlong y Jeffrey Tambor  |
| 2011 | Getting That Girl          | Jenna Jeffries  | Junto a Escher Holloway, Gia Mantegna, Lucas Elliot Eberl, Eileen Abarrca, Liz Nicole Abrams y Brooke Allison |
| 2011 | Street Kings 2: Motor City | Leilah Sullivan | Junto a Ray Liotta, Shawn Hatosy, Scott Norman, Clifton Powell, Kevin Chapman y Charlotte Ross                |